# Associazione Calcio Perugia 1933-1934
Questa voce raccoglie le informazioni riguardanti l'Associazione Calcio Perugia nelle competizioni ufficiali della stagione 1933-1934.

## Stagione

Giuseppe Vitalesta, protagonista nel bene e nel male dell'annata perugina.

Il Perugia disputò quest'anno una delle migliori stagioni nella sua fin lì breve esistenza, a testimonianza della competitività raggiunta dall'undici biancorosso nella prima metà degli anni 1930. Neopromossa assoluta in Serie B, la squadra umbra sfiorò già in quest'annata quel che sarebbe stato uno storico approdo in massima categoria: grazie alle marcature della veloce «freccia del calcio perugino», un sempre più lanciato Giuseppe Vitalesta – che ne faranno il capocannoniere del girone, in coabitazione col modenese Piccaluga –, gli uomini di Cesare Migliorini vinsero il proprio raggruppamento sopravanzando di un punto il Modena e di tre il Bari, garantendosi con queste due l'accesso al girone finale a sei da cui sarebbe scaturita la formazione promossa in Serie A.
Qui i grifoni non riuscirono tuttavia a ripetere quanto di buono mostrato nei mesi precedenti, chiudendo il gironcino all'ultimo posto dietro ai GC Vigevanesi, alla Pro Patria, alle già citate Modena e Bari, e alla Sampierdarenese che ottenne il pass per la massima categoria.
Proprio nell'ambito di queste sfide finali, il giovane capitano e bomber biancorosso Vitalesta si rese protagonista di un controverso episodio, quando al termine dell'incontro casalingo coi bustocchi reagì alle tante decisioni avverse della giacchetta nera – le ultime di una lunga serie di «dolenti note», ovvero arbitraggi a senso unico, forse indirizzati dalla mancanza in città di eventuali infrastrutture per la Serie A causa un piazzone sterrato, imbrecciato e recintato da una semplice staccionata – scagliando un sonoro «diretto» al volto del fischietto De Sanctis.
Il violento gesto costò a "Peppino" un'iniziale squalifica a vita, prima di venir «riqualificato» quattro mesi dopo (mentre l'arbitro di quel match sarà successivamente radiato), ma oltre a precludergli il potenziale tesseramento in Serie A (dove aveva destato l'interesse di compagini quali Milan e Triestina), di fatto segnò il termine della promettente carriera di questo perugino doc il quale, a differenza di suoi compagni di squadra provenienti da fuori regione, non riceveva compenso per vestire la maglia perugina, scendendo in campo unicamente per passione; l'anno seguente, dopo un'ultima partita contro la MATER di Roma, Vitalesta appese per sempre gli scarpini al chiodo – anzi, li fece polemicamente recapitare al presidente federale Giorgio Vaccaro e al segretario Ottorino Barassi – per dedicarsi a tempo pieno, da lì in avanti, alla gestione del bar di famiglia in corso Vannucci.

## Divise
| Casa | Trasferta |

## Rosa
| N. |                   | Ruolo | Calciatore              |
| -- | ----------------- | ----- | ----------------------- |
|    | Italia (bandiera) | P     | Eraldo Pangrazi         |
|    | Italia (bandiera) | D     | Felice Maligoi          |
|    | Italia (bandiera) | D     | Orazio Sola             |
|    | Italia (bandiera) | C     | Rodolfo Gregar          |
|    | Italia (bandiera) | C     | Raffaele Mancini        |
|    | Italia (bandiera) | C     | Luigi Gioacchino Nebbia |
|    | Italia (bandiera) | C     | Gino Zanni              |
|    | Italia (bandiera) | A     | Ettore Brossi           |
|    | Italia (bandiera) | A     | Riccardo Isada          |

| N. |                   | Ruolo | Calciatore         |
| -- | ----------------- | ----- | ------------------ |
|    | Italia (bandiera) | A     | Armando Preti      |
|    | Italia (bandiera) | A     | Giuseppe Scategni  |
|    | Italia (bandiera) | A     | Alberto Tiberti    |
|    | Italia (bandiera) | A     | Giuseppe Vitalesta |
|    | Italia (bandiera) |       | Galli              |
|    | Italia (bandiera) | D     | Lolli              |
|    | Italia (bandiera) | D     | Francesco Rivolta  |
|    | Italia (bandiera) | D     | Giacinto Wenter    |
|    | Italia (bandiera) | C     | Rodolfo Gregar     |

## Risultati

### Serie B

#### Girone B

##### Girone di andata
| Bari 10 settembre 1933 1ª giornata | Bari | 2 – 0 | Perugia | Campo degli Sports |

| Arbitro: | Pizziolo (Firenze) |

|                                                 |           |                    |
| Vitalesta 25’, 75’ Scategni 26’, 34’ Nebbia 85’ | Marcatori | 54’, 79’ Benedetti |

| Arbitro: | Benvignati (Roma) |

|              |           |                       |
| Romanini 84’ | Marcatori | 2’ Preti 30’ Scategni |

| 1 ottobre 1933 4ª giornata |  | – Turno di riposo |  |  |

| Arbitro: | Corradini (Bologna) |

|               |           |  |
| Vitalesta 18’ | Marcatori |  |

| Como 15 ottobre 1933 6ª giornata | Comense | 2 – 0 | Perugia | Stadio Giuseppe Sinigaglia |

| Venezia 29 ottobre 1933 7ª giornata | Serenissima | 0 – 3 | Perugia | Stadio Pier Luigi Penzo |

| Perugia 1 novembre 1933 8ª giornata | Perugia | 4 – 2 | SPAL | Campo di Piazza d'armi |

| Vicenza 5 novembre 1933 9ª giornata | Vicenza | 1 – 1 | Perugia | Campo Sportivo Viale Verona |

| Bergamo 12 novembre 1933 10ª giornata | Atalanta | 0 – 2 | Perugia | Stadio Mario Brumana |

| Arbitro: | Serio (Palermo) |

|                                               |           |  |
| Tiberti 10’, 49’ Vitalesta 13’ Preti 33’, 43’ | Marcatori |  |

| Arbitro: | Rovida (Milano) |

|                 |           |  |
| Brossi Scategni | Marcatori |  |

| Modena 10 dicembre 1933 13ª giornata         | Modena    | 0 – 1 referto | Perugia | Campo Viale Fontanelli |
| \| \| \| \| \| \| Marcatori \| 65’ Brossi \| |           |               |         |                        |
|                                              |           |               |         |                        |
|                                              | Marcatori | 65’ Brossi    |         |                        |

##### Girone di ritorno
| Arbitro: | Mattea (Torino) |

|            |           |            |
| Brossi 74’ | Marcatori | 5’ Ferrero |

| Arbitro: | Rovida |

|                               |           |                        |
| Pavanello ?’ (rig.) Benedetti | Marcatori | Brossi ?’ (rig.) Preti |

| Arbitro: | Ciamberlini (Genova) |

|               |           |            |
| Vitalesta 43’ | Marcatori | 66’ Stilli |

| 7 gennaio 1934 17ª giornata |  | – Turno di riposo |  |  |

| Cremona 14 gennaio 1934 18ª giornata | Cremonese | 3 – 0 | Perugia | Campo Polisportivo Roberto Farinacci |

| Perugia 21 gennaio 1934 19ª giornata | Perugia | 3 – 1 | Comense | Campo di Piazza d'armi |

| Arbitro: | Carnevali (Roma) |

|                                              |           |                        |
| Brossi 8’ Tiberti 41’ Preti 74’ Scategni 90’ | Marcatori | 31’ Dognalio 86’ Rossi |

| Ferrara 4 febbraio 1934 21ª giornata | SPAL               | 0 – 0 referto | Perugia | Stadio Comunale\| Arbitro: \| Carminati (Milano) \| |
| Arbitro:                             | Carminati (Milano) |               |         |                                                     |

| Arbitro: | Pizziolo (Firenze) |

|                                                              |           |  |
| Tiberti 16’ Scategni 66’ Nebbia 67’ Vitalesta 80’ Brossi 89’ | Marcatori |  |

| Perugia 25 febbraio 1934 23ª giornata | Perugia | 2 – 1 | Atalanta | Campo di Piazza d'armi |

| Verona 4 marzo 1934 24ª giornata | Verona | 5 – 0 | Perugia | Stadio Comunale |

| Pola 11 marzo 1934 25ª giornata | Grion Pola | 5 – 0 | Perugia | Stadio Littorio |

| Perugia 18 marzo 1934 26ª giornata | Perugia | 2 – 1 | Modena | Campo di Piazza d'armi |

#### Girone finale

##### Girone di andata
| Arbitro: | Bertoli (Vicenza) |

|                       |           |  |
| Gobbi 32’ Musmeci 56’ | Marcatori |  |

| Busto Arsizio 8 aprile 1934 2ª giornata | Pro Patria | 1 – 1 | Perugia | Stadium |

| Arbitro: | Gama (Milano) |

|            |           |                        |
| Brossi 18’ | Marcatori | 7’ Ferrero 52’ Dentuti |

| Perugia 22 aprile 1934 4ª giornata | Perugia | 0 – 2 | Sampierdarenese | Campo di Piazza d'armi |

| Modena 29 aprile 1934 5ª giornata | Modena | 6 – 0 | Perugia | Campo Viale Fontanelli |

##### Girone di ritorno
| Arbitro: | Mastellari (Bologna) |

|               |           |           |
| Vitalesta 53’ | Marcatori | 30’ Ricci |

| Perugia 10 maggio 1934 7ª giornata | Perugia | 0 – 2 | Pro Patria | Campo di Piazza d'armi |

| Bari 13 maggio 1934 8ª giornata | Bari | 2 – 1 | Perugia | Campo degli Sports |

| Genova 20 maggio 1934 9ª giornata | Sampierdarenese | 2 – 0 | Perugia | Stadio del Littorio |

| Perugia 24 maggio 1934 10ª giornata | Perugia | 1 – 0 | Modena | Campo di Piazza d'armi |